# Wojciech Michalczyk
Wojciech Michalczyk – polski gitarzysta, kompozytor. W latach 70. i 80. zaliczany był razem z takimi muzykami jak Dariusz Kozakiewicz czy Wojciech Waglewski do czołówki krajowych gitarzystów[niewiarygodne źródło?].

## Kariera muzyczna
Urodził się i wychował w Józefowie, gdzie jego przyjacielem z sąsiedztwa był Grzegorz Markowski, którego uczył gry na gitarze. Swoją muzyczną drogę zaczynał w 1966 roku. Pierwszą znaczącą grupą w jego karierze był rockowy zespół Janczary (1968-1972), rozpoczynający swą działalność w klubie studenckim „Pod Sosnami” w Otwocku – laureat wielu nagród na przeglądach i festiwalach, udało mu się także wystąpić podczas imprezy muzycznej „Jazzorama” w ramach IX KFPP Opole'71. Wiosną 1972 roku gitarzysta rozpoczął współpracę ze Stanem Borysem, a następnie z Alibabkami i Tadeuszem Woźniakiem – zastąpił także Zbigniewa Hołdysa w zespole Andrzej i Eliza podczas trasy koncertowej po ZSRR (1973). W latach 1973–1975 był członkiem grupy Koman Band – z którą w 1974 zarejestrował w Polskim Radiu Warszawa i w Radiu Poznań (do kwietnia 2018 r. obowiązywała nazwa Radio Merkury), m.in. swoje kompozycje Korbol i Mucha Tse-Tse. Pod koniec stycznia 2021 roku nagrania te ukazały się nakładem GAD Records na płycie, zatytułowanej Continuation (GAD CD 149). W barwach Koman Bandu nagrywał także debiutancki longplay Krystyny Prońko pt. Krystyna Prońko (LP, Pronit – SXL 1091). Następnie współpracował z takimi wykonawcami jak m.in.: Bractwo Kurkowe 1791 (1975-1976; jako gitarzysta zespołu zarejestrował w 1976 w Polskim Radio utwory: Piosenka na powitanie na 30-lecie Polskich Nagrań, Piosenka na pożegnanie na 30-lecie Polskich Nagrań, Żal mi będzie, Tam chciałbym mieszkać, Gdzie wiruje świat i Po ten kwiat czerwony we własnej aranżacji), Ada, Korda i Horda (1977–1978), czy zespół towarzyszący Irenie Jarockiej pod nazwą Weekend (1978–1979). Ponadto w roku 1978 muzyk towarzyszył Krzysztofowi Klenczonowi podczas pierwszej, powrotnej trasy koncertowej po Polsce oraz jako członek Zespołu Instrumentalnego pod kier. Ryszarda Kruzy wziął udział w sesji nagraniowej jego kolejnego albumu pt. Powiedz stary, gdzieś ty był (LP, Pronit – SX 1614). W 1980 roku wyemigrował do Norwegii, gdzie pojawił się w składach wielu różnych zespołów, między innymi Lucky Band, którego konfiguracja personalna przez lata działalności wielokrotnie się zmieniała. W zespole występowali wówczas także Adam Pawlikowski, Maciej Karpiński, Jacek Nowak (eks- Alex Band), Andrzej Tylec (eks- Alex Band) a później m.in. Wiktor Stroiński, Janusz Ziomber, Jan Zieliński (później Bolter), Jan Gałkowski, czy Luigi Santagati. Mieszka w Oslo.